# Фёдор Шаляпин (теплоход)
«Фёдор Шаляпин» (первоначально «Климент Ворошилов») — круизный четырёхпалубный теплоход проекта 92-016 (тип «Валериан Куйбышев»), относится к самым крупным советским речным пассажирским судам. Построен в городе Комарно, Чехословакия, в 1977 году. Назван в честь певца Фёдора Шаляпина.

## История судна
Судно было построено в городе Комарно, Чехословакия, на судостроительном предприятии Národný Podnik Škoda Komárno (Slovenské Lodenice n.p. Komárno) в 1977 году под именем «Климент Ворошилов».
Не эксплуатируется после навигации 2013 года. Отправлен на утилизацию в ноябре 2022 года.